# 高氯酸六羰基铼
高氯酸六羰基铼(I)是铼的一种金属有机化合物，化学式为[Re(CO)6]ClO4。

## 性质
高氯酸六羰基铼(I)和膦、胂配体反应，得到[Re(CO)3(triars)]ClO4、[Re(CO)4(diphos)]ClO4之类的化合物，但和三苯基膦反应时，却得到Re(CO)3(PPh3)2Cl，其中氯来自ClO4-。